# 内藤正勝 (安房勝山藩主)
内藤 正勝（ないとう まさかつ）は、内藤家安房国勝山藩の第2代藩主。高遠藩内藤家4代（5代とする説あり）。

## 生涯
慶長13年（1608年）、三河譜代であり関東総奉行を務めた内藤清成の3男として誕生する。清成の死去と同年の生まれであった。清成の死後、内藤家の家督は長男・清次が、清次の死後は次男・清政が継ぐ。清政の代に安房国勝山に移封され、3万石の大名となっていた。
元和8年（1622年）、正勝は上総国内で2000石の所領を与えられた。翌元和9年（1623年）に兄の清政が21歳で死去し、後継者が問題となる。清政に子がなく、弟正勝は幼少であることを理由に家督相続が認められず、内藤家は改易された。3年後の寛永3年（1626年）、安房国内で兄の遺領のうち2万石を与えられ、安房勝山藩主として復帰する。このとき上総の所領2000石は幕府に返上している。寛永6年（1629年）8月3日に22歳で死去した。葬儀は江戸の太宗寺で営まれ、後にこの寺が内藤家の菩提寺となった。
正勝の死後、長男・重頼が3歳と幼少のため、母方の叔父・板倉重宗より幕府に1万5000石を返還する旨の願いが出される。勝山藩は減封・廃藩となり、内藤家は5000石を領するのみの旗本となった。重頼は後に大名に復帰して3万3000石を領し、大坂城代や京都所司代を歴任する。正勝の孫清枚の時に信濃国高遠に転封され、高遠藩内藤家は明治維新まで続いた。

## 系譜
父母
- 内藤清成（父）

正室
- 板倉重宗の娘

子女
- 内藤重頼（長男）生母は正室
- 水野守政正室